# Helicobasidiales
Helicobasidiales R. Bauer et al. – rząd grzybów w klasie rdzy (Pucciniomycetes).

## Systematyka
Według Index Fungorum bazującego na Dictionary of the Fungi Helicobasidiales to takson monotypowy:
- rodzina Helicobasidiaceae
  - rodzaj Helicobasidium Pat. 1885 – skrętniczka

Polskie nazwy na podstawie pracy Władysława Wojewody z 2003 r.